# Kostel svatého Petra a Pavla (Újezd u Brna)
Kostel svatého Petra a Pavla je římskokatolický chrám ve městě Újezd u Brna v okrese Brno-venkov. Je chráněn jako kulturní památka České republiky.
První zmínka o románském kostele v Újezdě pochází z roku 1318. Postupem času však přestal kapacitně vyhovovat, proto byl v letech 1845–1847 nahrazen novým klasicistním chrámem. Dále však byl dokončován interiér, kostel byl vysvěcen v roce 1852 brněnským biskupem Antonínem Arnoštem Schaffgotschem.
Je farním kostelem újezdské farnosti.